# Aspiviridae
Aspiviridae es una familia de virus que infectan plantas. Anteriormente se conocían como Ophioviridae. Contienen un genoma de ARN monocatenario negativo y por lo tanto se incluyen en el Grupo V de la Clasificación de Baltimore. Incluye un solo género Ophiovirus. El nombre Aspiviridae deriva del latín aspis en referencia a la forma, junto con el sufijo de una familia de virus -viridae.

## Descripción
Los viriones se caracterizan por presentar una nucleocápside alargada, altamente filamentosa y flexiblecon simetría helicoidal, sin envoltura vírica con un diámetro constante de 1500 a 2500 nm y una anchura de 3 nm o 9 nm. Las cápsides forman círculos retorcidos, que pueden colapsar para formar estructuras dúplex lineales, muy parecidas a un resorte.
Los miembros de la familia tienen genomas segmentados de ARN monocatenario de sentido negativo. El genoma completo tiene una longitud de 11.000 a 12.000 nucleótidos y es de 11.3–12.5 kb.

## Taxonomía

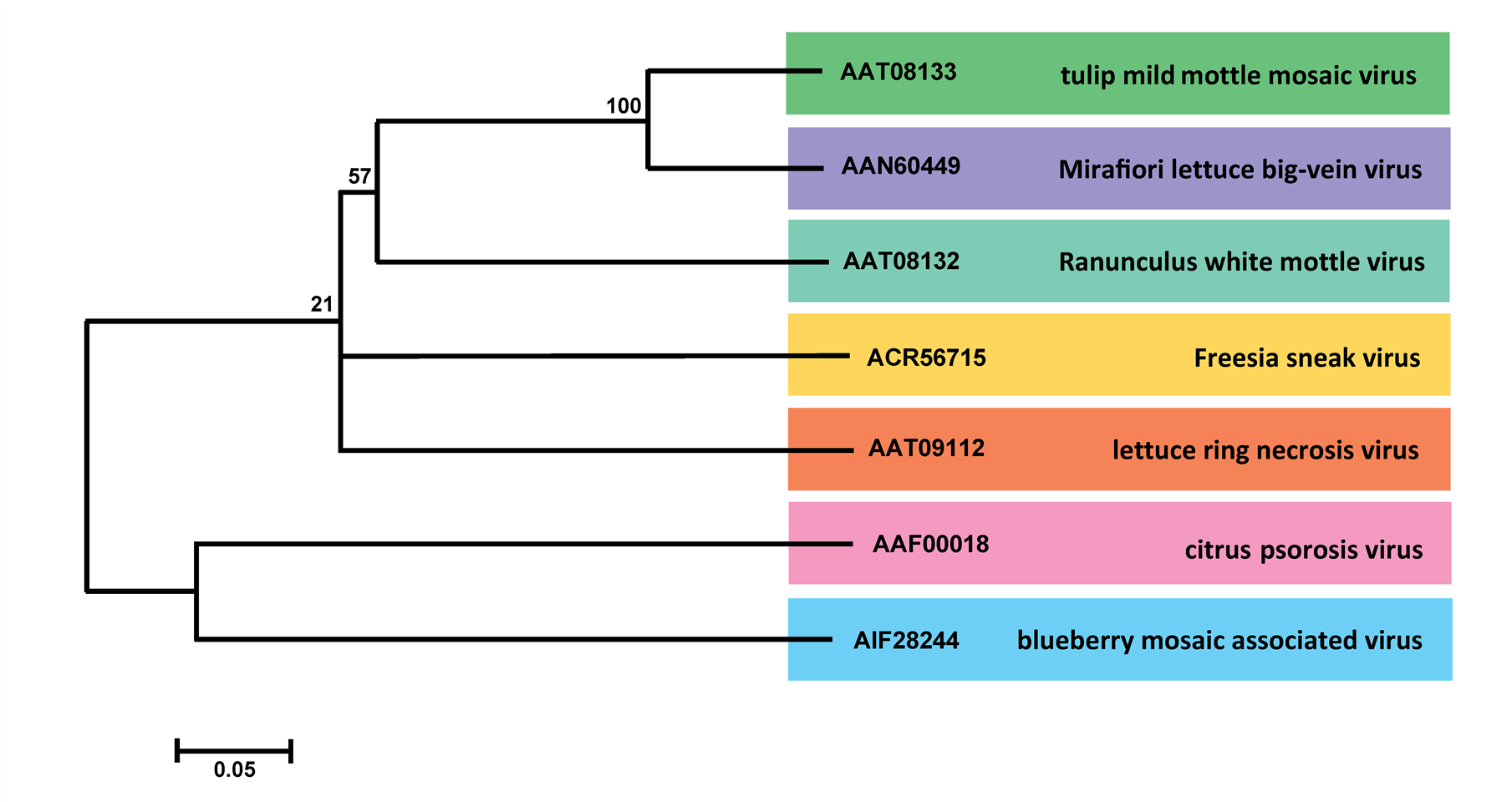
Árbol filogenético de Aspiviridae.

La familia tiene un género, Ophiovirus que alberga siete especies reconocidas. Los miembros tanto de la familia como del género se denominan ophiovirus.
- Familia: Aspiviridae
  - Género: Ophiovirus
    - Especies:
      - Blueberry mosaic associated ophiovirus
      - Citrus psorosis ophiovirus
      - Freesia sneak ophiovirus
      - Lettuce ring necrosis ophiovirus
      - Mirafiori lettuce big-vein ophiovirus
      - Ranunculus white mottle ophiovirus
      - Tulip mild mottle mosaic ophiovirus